# Elisabeth van Joegoslavië
Elisabeth Karađorđević (Servisch: Њ.К.В. Кнегиња Јелисавета Карађорђевић) (Belgrado, Joegoslavië, 7 april 1936), prinses van Joegoslavië uit het huis Karađorđević, is de dochter van prins Paul van Joegoslavië en prinses Olga van Griekenland en Denemarken. Ze is een mensenrechtenactiviste en stelde zich in 2004 kandidaat voor het presidentschap van Servië en Montenegro.

## Privéleven
Prinses Elisabeth werd geboren als de enige dochter en het derde kind van prins Paul van Joegoslavië, die regent was voor Peter II, en diens echtgenote prinses Olga van Griekenland en Denemarken, een afstammeling van koning George I van Griekenland en tsaar Alexander II van Rusland. Als klein kind verliet ze haar geboorteland in ballingschap, omdat de monarchie was afgeschaft. Pas in 1987 keerde ze terug naar Joegoslavië en leerde ze haar moedertaal opnieuw. Als gevolg van de verbanning heeft Elisabeth op veel verschillende scholen les gehad en leerde ze veel talen. Ze zat eerst op school in Zuid-Afrika, vervolgens in het Verenigd Koninkrijk en Zwitserland, uiteindelijk studeerde ze “Geschiedenis van de Schone Kunsten” in Parijs, Frankrijk. Ze spreekt Engels, Frans, Spaans, Italiaans en Servisch, en is een burger van de Verenigde Staten en Servië en Montenegro. Ze leeft in Belgrado.
Ze is drie keer getrouwd geweest. Op 19 januari 1961 trouwde ze met de Amerikaanse kledingmaker Howard Oxenberg, met wie ze de dochters Catherine (1961), actrice, en Christina (1962) kreeg. Haar oudste dochter is een bekende actrice, die onder andere in Dynasty speelde. Ze scheidden in 1969, waarna Elisabeth op 23 september van dat jaar in Londen trouwde met de politicus Neil Roxburgh Balfour. Ze kregen een zoon: Nicolaas Augustus (1970). Na ook van hem te zijn gescheiden, verloofde ze zich met de Britse acteur Richard Burton. Van een huwelijk is het nooit gekomen. Prinses Elisabeth trad voor de derde keer in het huwelijk op 28 februari 1987 in New York met dr. Manuel Ulloa Elias (overleden in 1992), die verschillende regeringsfuncties heeft bekleed.

## Carrière
Elisabeth zette zich in voor het verbeteren van de relatie tussen de Rooms-Katholieke Kerk en de Servisch-Orthodoxe Kerk in Joegoslavië. In 1989 reisde ze ook af naar Vaticaanstad om de minister van Buitenlandse Zaken om hulp te vragen bij de verbetering van de relatie tussen de Rooms-katholieken en Servisch-orthodoxen in haar land. Ook organiseerde ze nog voor de burgeroorlogen in Joegoslavië een bijeenkomst met vertegenwoordigers voor beide partijen en politieke en religieuze leiders van over de hele wereld, waaronder Moeder Teresa, Al Gore en de veertiende dalai lama.
Aan het einde van 1990 richtte ze de Prinses Elisabethstichting op, een niet-politieke, non-profitorganisatie. Tijdens de burgeroorlogen zorgde de stichting voor medische spullen, eten, kleren en dekens voor vluchtelingenkampen. Ook zochten ze nieuwe families voor kinderen en plaatsen voor oudere studenten op scholen en colleges in Amerika.
In 2004 stelde Elisabeth zich kandidaat voor het presidentschap van Servië en Montenegro, ondanks dat haar neef Alexander van Joegoslavië dat niet wilde. Aan het einde van Tweede Wereldoorlog was de koninklijke familie verbannen, Elisabeth zei tijdens haar campagne dan ook dat het niet haar doel was om de monarchie terug te brengen. Ze kreeg 61.991 stemmen en eindigde op de zesde plaats.
Naast de politieke rol die Elisabeth vervult, is ze ook zakenvrouw, schrijfster van kinderboeken en heeft ze verschillende parfums gemaakt. Ze kreeg in 2002 de eerste “Demiurgus Peace International” voor haar inspanningen voor de vrede, samen met onder meer Vladimir Poetin en Desmond Tutu.